# Jiangxisuchus
Jiangxisuchus is een geslacht van uitgestorven krokodilachtigen dat leefde tijdens het Laat-Krijt in wat nu China is. 
De typesoort Jiangxisuchus nankangensis werd in 2019 benoemd en beschreven door Li, Wu en Rufolo. De geslachtsnaam verwijst naar de provincie Jiangxi. De  soortaanduiding verwijst naar de herkomst uit het district Nankang.
Het holotype IVPP V 19125 is gevonden in een laag van de Nanxiongformatie die dateert uit het Maastrichtien. Het bestaat uit een skelet met schedel en onderkaken. De ledematen ontbreken.
Het verhemeltebeen steekt niet duidelijk uit voor de fenestra suborbitalis. De beennaad tussen voorhoofdsbeen en wandbeen raakt het bovenste slaapvenster.
Jiangxisuchus is voorgesteld als een basaal lid van de Crocodyloidea. Echter, een andere studie uit 2019 vond Jiangxisuchus in plaats daarvan als een basaal lid van de Alligatoroidea, binnen de nieuw benoemde clade Orientalosuchina.